# Incident de la sabata (Khrusxov)

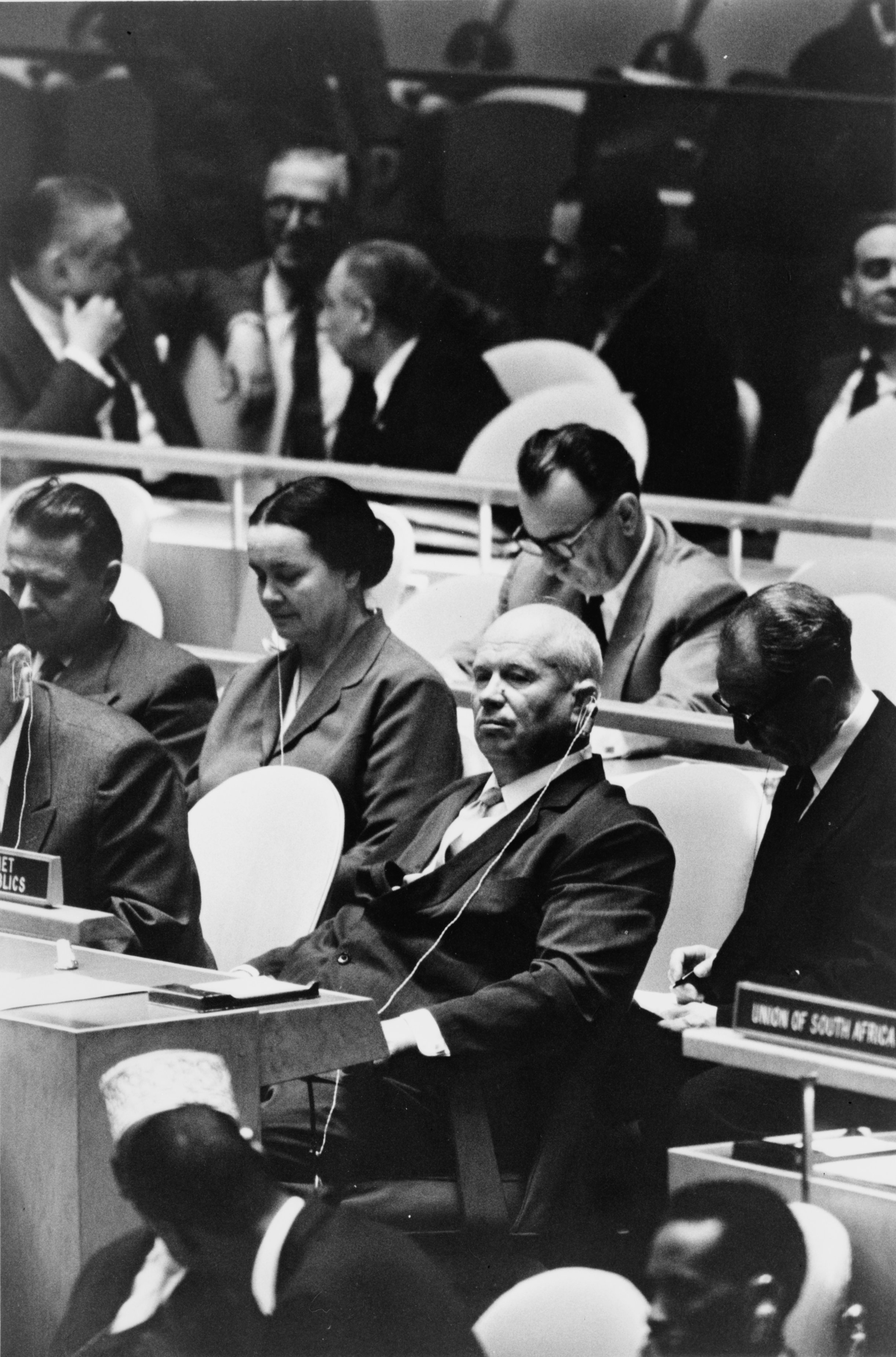
Khrusxov en una reunió de l'Assemblea General de l'ONU el 22 de setembre, tres setmanes abans de l'incident.

L'històricament famós incident de la sabata va tenir lloc durant la Reunió Plenària número 902 de l'Assemblea General de les Nacions Unides, del 12 d'octubre de 1960, quan l'enfurismat líder de la Unió Soviètica, Nikita Khrusxov, va colpejar una de les seves sabates sobre la seva pròpia estrada de delegat.
Durant la reunió, el líder de la delegació filipina davant de les Nacions Unides, Lorenzo Sumulong, havia fet la següent al·locució, amb referència a la política exterior soviètica durant aquella època de Guerra Freda.
| « | "La meva delegació, la filipina, li dona gran importància a aquest ítem titulat Declaració sobre l'atorgament d'independència a països colonitzats, que ara està sent debatut. Hem estat un país colonitzat. Hem passat per totes les proves i tribulacions de ser un poble colonitzat. Ens va portar segles i segles lluitar, combatre, i guanyar la nostra lluita pel reconeixement a la nostra independència i, per tant, només seria consistent amb la nostra història, la nostra experiència i les nostres aspiracions com a poble, que votem a favor de portar l'ítem referit al màxim nivell possible de l'Assemblea General. Mentre que aquesta no és l'ocasió [apropiada] de debatre la substància de l'ítem en qüestió, m'agradaria deixar registre de la visió de la meva delegació sobre la importància, així com l'abast de les metes i objectius d'aquest ítem. Creiem que això és necessari en vista de les declaracions realitzades pel premier de la Unió Soviètica al començament d'aquesta reunió. És la nostra visió que la declaració proposada per la Unió Soviètica hauria de cobrir l'inalienable dret a la independència no només de la gent i territoris que encara subjeuen sota el domini de les potències colonials occidentals, sinó també de les d'Europa Oriental que han estat privades del lliure exercici dels seus drets civils i polítics, i que han estat empassades, per dir-ho així, per la URSS". | » |

Khrusxov llavors va pujar a l'estrada. Una vegada allà, d'una manera teatral, va fer a un costat Lorenzo Sumulong, amb un moviment cap a dalt del seu braç dret -encara que sense cap contacte físic- i va procedir a demandar que el president de l'Assemblea, aleshores l'irlandés Frederick Boland, cridés a l'ordre a l'adulador de l'imperialisme estatunidenc" de Sumulong. El president llavors va suggerir al delegat filipí que "evités divagar en arguments que poguessin provocar animoses intervencions d'altres [tercers] ".
El premier soviétic va colpejar els seus punys contra la taula i fins i tot va agafar una de les seves sabates i va picar amb ella la taula. Després, el delegat filipí va ser interromput una altra vegada. Ara pel viceministre de Relacions Exteriors de la comunista Romania, que va provocar i va insultar el president de l'Assemblea fins al punt que el senyor Boland, visiblement avergonyit, va acabar per desconnectar el micròfon del romanès. La caòtica escena finalment va acabar quan Boland, per tractar de posar una mica d'ordre, va picar amb el seu propi martell (que fins i tot es va trencar), cancel·lant d'aquesta manera la sessió.
Altres fonts van informar que els esdeveniments van ser una mica diferents. Khrusxov primer hauria colpejat amb la seva sabata i després acudit a l'estrada a protestar. La neta de Nikita, Nina Jrushxeva (o Khrushxeva), va escriure l'octubre de l'any 2000, en vigília del quarantè aniversari del famós incident, que després de diversos anys d'enutjós silenci, la seva família li va explicar què havia passat en realitat. El líder soviètic portava sabates noves i molt estretes, i se les hauria tret dissimuladament, mentre s'acomodava al seu seient. Més tard, després d'haver colpejat la seva pròpia estrada amb el seu puny esquerre, durant la seva furibunda resposta al delegat filipí, el seu rellotge de polsera li va caure. I, llavors, en ajupir-se per buscar-ho, va veure les seves sabates. Aleshores, davant d'aquesta visió de cuir resplendent, no hauria pogut resistir la temptació de fer-ne servir un d'ells com una eventual "arma dissuassòria".
En aquesta mateixa conferència, Khrusxov hauria fanfarronejat sobre els "míssils [nuclears] intercontinentals (ICBMs) dient que sortien de les fàbriques soviètiques com salsitxes d'una màquina de fer embotits"
Nikita Khrusxov en les seves memòries fins i tot esmenta un altre incident amb una sabata. Diu que en una ocasió estava abocant fortes expressions en contra del règim (1939-1975) del dictador Francisco Franco. En aquesta ocasió un representant d'Espanya va demanar el seu dret de rèplica i -poc després del discurs d'aquest últim- els delegats dels països socialistes van començar a fer bastant soroll com a forma de protesta, en solidaritat amb el líder soviètic. Khrusxov va escriure que "Recordant informes que havia llegit sobre les sessions de la Duma -cambra legislativa- russa, 'vaig decidir agregar una mica més de calor'. [Així que] em vaig treure una sabata i la vaig colpejar sobre l'escriptori, perquè la protesta fos encara més gran". La reedició en anglès de les memòries de qui fou premier de l'ex URSS diu, tanmateix, que aquesta anècdota 'no' és certa

## Context internacional
El "incident de la sabata" va tenir lloc en un moment d'un visible "rescalfament" de la Guerra Freda. D'una banda, feia només 5 mesos, el primer de maig de 1960, havia tingut lloc l'incident de l'avió espia U-2, en el qual un avió espia estatunidenc havia caigut en territori soviètic, sobrevivint sorprenentment el seu pilot Francis Gary Powers. Aquest fet va tenir com a efecte col·lateral negatiu la cancel·lació de la cimera que s'havia de realitzar a París entre ambdues superpotencies antagòniques, els EUA i la llavors URSS. D'altra banda, el govern del president Dwight Eisenhower estava tenint cada vegada pitjors relacions amb el nou govern revolucionari de Cuba, alhora que aquest s'estava apropant cada vegada més al de la Unió Soviètica, a partir de la visita oficial del ministre soviètic Anastàs Mikoian a la ciutat de l'Havana, el febrer de 1960.